# Pochon bleu
Albums de Naps
Ma ville & ma vie
(2015) À l'instinct
(2018)
Pochon bleu est le deuxième album de Naps sorti le 19 mai 2017.

## Liste des pistes
| No  | Titre                               | Durée |
| --- | ----------------------------------- | ----- |
| 1.  | À part ça                           | 3:51  |
| 2.  | Vroum Vroum                         | 3:25  |
| 3.  | Je repense à tout (feat. Medi Meyz) | 3:08  |
| 4.  | Zeillo (feat. Kalif & Graya)        | 2:31  |
| 5.  | Histoire de                         | 3:34  |
| 6.  | Folle                               | 2:53  |
| 7.  | Pas bella (feat. Kalif)             | 4:00  |
| 8.  | Elvira                              | 3:22  |
| 9.  | LV (feat. Dika)                     | 3:39  |
| 10. | Hasta Luego (feat. Raisse)          | 3:29  |
| 11. | Ciao                                | 2:54  |
| 12. | Ces temps-ci                        | 3:32  |
| 13. | Capuchés (feat. Soprano)            | 4:09  |
| 14. | Tu m'aimes pas                      | 3:04  |
| 15. | Pochon bleu (feat. 13ème Art)       | 4:20  |
| 16. | 4 anneaux                           | 3:02  |
| 17. | T-shirt Croco                       | 2:58  |
| 18. | Il est où mon pote                  | 3:20  |
| 19. | Le zin / La zine                    | 3:12  |
| 20. | Elle t'a piqué (feat. 13ème Art)    | 4:18  |

## Clips vidéos
- T-shirt Croco : 12 avril 2016
- Pochon bleu (feat. 13ème Art) : 17 août 2016
- 4 anneaux : 27 septembre 2016
- Tu m'aimes pas : 16 décembre 2016
- Elle t'a piqué (feat. 13ème Art) : 21 mars 2017
- À part ça : 5 mai 2017
- Ciao : 19 mai 2017
- Vroum Vroum : 26 mai 2017
- LV (feat. Dika) : 23 juin 2017
- Le zin / La zine : 2 août 2017
- Capuchés (feat. Soprano) : 4 septembre 2017

## Classements et certifications

### Classements hebdomadaires
| Classements (2017)           | Meilleure position |
| ---------------------------- | ------------------ |
| France (SNEP)                | 4                  |
| Belgique (Wallonie Ultratop) | 46                 |

### Certifications
| Région                                                                                                 | Certification | Ventes/Streams |
| --- | ------------- | -------------- |
| France (SNEP)                                                                                          | 3 × Platine   | 300 000*       |
| *Ventes selon la certification ^Mise en rayon selon la certification xNon précisé par la certification |               |                |

### Titres certifiés en France
- 4 anneaux  Or[5]
- T-shirt croco  Platine[6]
- Pochon bleu (feat. 13ème Art)  Platine[7]
- Ciao  Platine[8]
- Elvira  Platine[9]
- Le zin / la zine  Or[10]
- Tu m'aimes pas  Or[11]
- Vroum Vroum  Or[12]
- À part ça  Or[13]